# Phiala pagagna
Phiala pagagna är en fjärilsart som beskrevs av Embrik Strand. Phiala pagagna ingår i släktet Phiala och familjen Eupterotidae. Inga underarter finns listade i Catalogue of Life.